# Josef Kristián z Hohenlohe
Josef Kristián František Ignác kníže z Hohenlohe-Waldenburg-Bartensteinu (6. listopadu 1740, Bartenstein blízko Wittenbergu – 21. ledna 1817, Javorník) byl německý šlechtic a římskokatolický duchovní. V letech 1795–1817 stál v čele vratislavské diecéze.

## Životopis
Již ve svých osmi letech přijal postřižiny a roku 1749 se stal kanovníkem v Kolíně nad Rýnem. Od roku 1771 byl kanovníkem ve Štrasburku, Salcburku a proboštem v Kolíně nad Rýnem. V roce 1776 přišel do zednářské lóže v Bonnu. 
Pruský král jej poslal do slezské Vratislavi, kde se roku 1781 stal kanovníkem a roku 1788 proboštem a kapitula jej 3. srpna 1789 pod nátlakem světských orgánů zvolila na místo koadjutora. Na přání vlády nastoupil po smrti Filipa Gottharda ze Schaffgotsche na uvolněné místo vratislavského biskupa. V této funkci dosáhl organizačních i ekonomických zlepšení v diecézi. O náboženské a duchovní záležitosti jevil pouze malý zájem a nadále zůstával zednářem. Po sekularizaci církevního majetku se na protest přestěhoval do rakouské části diecéze. 
Biskup Josef Kristián František Ignác z Hohenlohe-Waldenburg-Bartensteinu zemřel 21. ledna 1817 v Javorníku a ve shodě se svou poslední vůlí byl dne 25. ledna pochován na hřbitově v Javorníku. Ve stejném hrobě byly mezi lety 1945 a 1991 uloženy ostatky kardinála Adolfa Bertrama.